# Withington (Gloucestershire)
Withington é uma paróquia e aldeia do distrito de Cotswold, no condado de Gloucestershire, na Inglaterra. De acordo com o Censo de 2011, tinha 532 habitantes. Tem uma área de 23,93 km².